# Helix (Fahrzeughersteller)
Helix ist ein ungarischer Hersteller von Kraftfahrzeugen.

## Unternehmensgeschichte
József Csonka gründete 1984 das Unternehmen in Pilismarót. Er begann mit der Produktion von Wohnmobilen unter dem Markennamen Helix. Nach der politischen Wende und dem damit einhergehenden Überangebot an gebrauchten Wohnmobilen aus dem Westen brach dieser Markt ein und Helix verlegte sich auf Nutzfahrzeugaufbauten. Zwischen 1994 und 1999 entstanden außerdem Personenkraftwagen. Danach kamen Anhänger und kleine Rennwagen dazu, teilweise geländegängig und teilweise für Kinder.

## Fahrzeuge
Die Wohnmobile basierten überwiegend auf Fahrgestellen vom Barkas B 1000, seltener von ARO, Uljanowski Awtomobilny Sawod, RAF und Nysa sowie zuletzt von Wartburg. Insgesamt entstanden zwischen 80 und 100 Fahrzeuge, davon vier auf Wartburg-Basis, von denen eines noch existiert.
Die Nutzfahrzeuge waren überwiegend Omnibusse auf Basis von Renault wie dem Renault Master und Mercedes-Benz. Daneben entstanden zwei Lastkraftwagen im Stil der 1930er Jahre auf Opel- und Mercedes-Benz-Basis, von denen einer noch existiert.
Im Winter 1992/1993 begann die Entwicklung des einzigen Pkw-Modells. Es kam 1994 auf den Markt und fand 19 Käufer in Ungarn, Deutschland und den USA. Das Super Seven genannte Fahrzeug ähnelte dem Lotus Seven, war also ein offener zweisitziger Roadster. Die Motoren kamen zunächst vom Opel Manta, später vom Opel Kadett und Opel Calibra.